# Fabian Taylor
Fabian Taylor (Kingston, 13 aprile 1980) è un ex calciatore giamaicano, di ruolo attaccante.

## Carriera

### Club
Soprannominato Koji, iniziò la carriera con la maglia dello Harbour View. Nel 2004, passò ai MetroStars, nella Major League Soccer.